# Cleora displicata
Cleora displicata es una polilla perteneciente a la familia Geometridae. La especie fue descrita por primera vez por Francis Walker en 1866, habiendo sido descrita en 1981, con distribución en Australia. El holotipo de la especie fue descrita en la bahía Moreton de Queensland.